# Severy
Severy és una població dels Estats Units a l'estat de Kansas. Segons el cens del 2000 tenia 359 habitants.

## Demografia
Segons el cens del 2000, Severy tenia 359 habitants, 152 habitatges, i 89 famílies. La densitat de població era de 277,2 habitants/km².
Dels 152 habitatges en un 28,9% hi vivien nens de menys de 18 anys, en un 48,7% hi vivien parelles casades, en un 7,2% dones solteres, i en un 41,4% no eren unitats familiars. En el 33,6% dels habitatges hi vivien persones soles el 17,8% de les quals corresponia a persones de 65 anys o més que vivien soles. El nombre mitjà de persones vivint en cada habitatge era de 2,36 i el nombre mitjà de persones que vivien en cada família era de 3,03.
Per edats la població es repartia de la següent manera: un 27,3% tenia menys de 18 anys, un 6,4% entre 18 i 24, un 25,6% entre 25 i 44, un 21,7% de 45 a 60 i un 18,9% 65 anys o més.
L'edat mediana era de 39 anys. Per cada 100 dones de 18 o més anys hi havia 86,4 homes.
La renda mediana per habitatge era de 23.393 $ i la renda mediana per família de 29.583 $. Els homes tenien una renda mediana de 30.208 $ mentre que les dones 24.063 $. La renda per capita de la població era de 12.623 $. Entorn del 8,1% de les famílies i el 12,3% de la població estaven per davall del llindar de pobresa.

## Poblacions més properes
El següent diagrama mostra les poblacions més properes.